# 黄守正
黄守正，MH（1940年10月—），汉族，中华人民共和国政治人物，曾任香港福华企业有限公司董事长兼总经理，第十一届全国政协委员。

## 生平
2008年，当选第十一届全国政协委员，代表特邀香港人士，分入第五十三组。